# Franz Fischler
Pour les articles homonymes, voir Fischler.
Franz Fischler est un homme politique autrichien, né le 23 septembre 1946 à Absam (Tyrol) en Autriche dans une famille d'agriculteur.

## Biographie

### Formation
Il a entrepris des études d'agriculture à la faculté d'agronomie de l'université de Vienne, puis Acquis le titre de Dr. rer. nat. oec. en novembre 1978.

### Carrière
De 1973 à 1979 il fut assistant à l'institut de gestion des entreprises agricoles de Vienne dans la section consacrée à la «planification régionale agricole». Puis de 1979 à 1984, assistant à la direction de la chambre d'agriculture du Tyrol, responsable notamment des questions de culture et de formation, d'aménagement du territoire et de protection de l'environnement. Il devient directeur de cette chambre d'agriculture de 1985 à 1989. Entre 1989 et 1994, Fischler fut ministre fédéral de l'agriculture et de la sylviculture, tout en étant également de 1990 à 1994 député au Conseil national de la république d'Autriche. Il sera commissaire européen à l'agriculture, au développement rural (et de la pêche pour son deuxième mandat) les dix années suivantes de sa vie tout d'abord dans la commission Santer de 1995 à 1999 puis dans la commission Prodi de 1999 à 2004. 
Du 24 au 27 mai 2001, il a participé à la conférence annuelle du groupe de Bilderberg. Il est actuellement membre du conseil d'administration du think tank Les Amis de l'Europe.